# Власов, Денис Владимирович
Денис Владимирович Власов  (21 декабря 1983) – казахстанский лыжник и ориентировщик на лыжах.

## Биография
Живёт и тренируется в Алма-Ате у Хасанова Р.Ш.
Входил в заявку на участие в зимней Азиаде 2011 года, но на старт не выходил.
Призёр чемпионатов Казахстана.
На чемпионате мира в Риддере был 32-м в спринте, 30-м – на средней дистанции, 28-м – на длинной дистанции. В эстафете казахстанцы были девятыми.

## Отчество
В официальных источниках указано отчество – Владимирович , но встречаются и другие - в которых стоит отчество Андреевич .